# Ermita de Santiago (Casar de Cáceres)
La ermita de Santiago es una ermita del siglo XV ubicada en el municipio español de Casar de Cáceres, en la provincia de Cáceres. Se ubica en el extremo septentrional del casco antiguo de la localidad, en la salida del Camino de Santiago de la Plata, y es la sede de la fiesta de Santiago Apóstol, que se celebra con una procesión el 25 de julio.

## Localización
Se ubica en las afueras septentrionales de la localidad, a escasos metros de la margen derecha del arroyo de la Aldea. De la ermita parten varias calles que llevan hacia el sur a diferentes puntos del casco urbano, y que de oeste a este son la ronda de la Soledad (que lleva a la ermita homónima), calle Larga Baja (que lleva a la casa consistorial), calle Barrionuevo Bajo y avenida del Ejido de Abajo (que lleva a la estación de autobuses).
La ermita era históricamente el punto final de una ruta de tenerías, que según Tomás López eran veintiséis en el siglo XVIII, recorriendo el arroyo desde la laguna del Casar. La ermita es el punto de encuentro de varios caminos que entran en el casco urbano por el norte, pero entre ellos destaca el camino ancho que sale recto hacia el norte cruzando el citado arroyo, pues forma parte tanto del trazado local de la Cañada Real Soriana Occidental como de los de la Vía de la Plata y Camino de Santiago de la Plata. Debido a esta circunstancia, la ermita servía históricamente como albergue para peregrinos y otras personas que visitaban el pueblo, y actualmente se ubica junto a ella un miliario sin epigrafía y sin basa. En 2018 se instaló otro miliario en la Vía de la Plata, hallado en unas obras de remodelación de los alrededores de la ermita.

## Historia
Se conoce poco sobre la historia de esta ermita, habiendo sido fechada por su arquitectura a finales del siglo XV, salvo la cabecera que es del siglo XVIII. El edificio original llegó a la primera mitad del siglo XX en ruinas. La actual ermita es el resultado de una reconstrucción que se llevó a cabo en 1963, por un acuerdo entre el Ayuntamiento de Casar de Cáceres y la parroquia, que incluyó la demolición del antiguo pórtico para ensanchar la vía pública. En 2008 se restauró la capilla mayor.

## Descripción
La ermita es una obra de arquitectura popular construida en sillería, mampostería y sillarejo. Se estructura en una sola nave de dos tramos de planta rectangular, a la que se suma la cabecera de planta cuadrada con sacristía y una pequeña espadaña en el lado de la Epístola, separándose los tramos por arcos ojivales. La cubierta de la nave es de dos aguas y la de la cabecera está formada por una cúpula semiesférica con pechinas. Cuenta con dos puertas de acceso, una en el imafronte y la otra en el lado de la Epístola; esta última procede de la construcción original y está formada por un arco de medio punto sobre capiteles con decoración gótica. El imafronte y el lado de la Epístola, este último hasta la pared de la sacristía, estaban cubiertos históricamente por un pórtico de nueve arcos de medio punto.
En cuanto a los bienes muebles, el templo está presidido por un retablo mayor con una imagen de Santiago Matamoros del siglo XVIII. Otras imágenes son un Niño de la Bola del siglo XVIII, otra del Arcángel Miguel y una Virgen de mediados del siglo XX. En 2004 se añadió una imagen de Santiago peregrino, que es la que actualmente procesiona el 25 de julio. El presbiterio estaba casi completamente decorado con frescos, pero llegaron tan borrados a la restauración de 2008 que se optó por conservar únicamente la Cruz de Santiago y el símbolo IHS. Otro bien mueble destacable es una maqueta del casareño Erasmo Barrera, que muestra cómo era la ermita antes de la ruina que llevó a la reforma de 1963.

## Uso actual
El principal uso religioso de la ermita tiene lugar en la fiesta de Santiago Apóstol del 25 de julio, cuando la imagen de Santiago peregrino de 2004 sale en procesión por la localidad. Desde principios del siglo XXI se está recuperando en el municipio esta fiesta, cuya celebración folclórica comenzaba tradicionalmente con una velada en la noche del 24 de julio, en la cual los vecinos paseaban por las calles del pueblo con unos peculiares farolillos hechos introduciendo una vela en una sandía, mientras cantaban acompañados con castañuelas y panderetas. La procesión del día 25 es de ida y vuelta de la ermita a la plaza de España, pasando por las calles Santiago y Larga Baja, y suele ir acompañada ese fin de semana por una verbena junto a la ermita.
Por su ubicación en la salida de la localidad de la Cañada Real Soriana Occidental, Camino de Santiago de la Plata y otros diversos caminos, la ermita es a lo largo del año un punto de referencia para el peregrinaje y punto de entrada y salida de rutas senderistas, cicloturistas, deportivas y trashumantes. También es el lugar de recepción tradicional en la localidad de procesiones procedentes del campo, como las de San Benito y San Blas en febrero y la Virgen del Prado en septiembre, aunque en este último caso el itinerario es más variable. La ermita también tiene una función importante en las fiestas del Ramo de agosto, donde al igual que en las fiestas de Santiago alberga en sus alrededores la verbena.

La ermita depende eclesiásticamente de la parroquia de Nuestra Señora de la Asunción de Casar de Cáceres, en la diócesis de Coria-Cáceres, y un grupo de vecinos del barrio se encarga del mantenimiento ordinario del edificio. En la parroquia existe además la "Hermandad de Santiago Apóstol", una cofradía con más de doscientos miembros que se encarga de organizar las fiestas de julio. El Plan General Municipal de Casar de Cáceres de 2018 protege la ermita como monumento de relevancia local, con un nivel de protección urbanística integral.